# Letztes Wort des Angeklagten
Im deutschen Strafprozess gebührt dem Angeklagten in der Hauptverhandlung nach den Schlussvorträgen und vor der Urteilsfindung das letzte Wort. Dieses Recht ist in der Vorschrift des § 258 Abs. 2 StPO verankert.
Zwar ist der Angeklagte nicht dazu verpflichtet, das letzte Wort zu ergreifen, jedoch erhält er hier nochmals, nach der zuvor gegebenen Möglichkeit einer Einlassung, Gelegenheit, etwas zur Sache oder zu seiner Person vorzutragen, sich zu entschuldigen oder ein Geständnis abzulegen. Das letzte Wort ist nicht auf den Verteidiger übertragbar und kann daher nur persönlich wahrgenommen werden.
Der Grund für die Einräumung des letzten Wortes ist der grundgesetzlich verankerte Anspruch auf rechtliches Gehör aus Art. 103  Abs. 1 GG, wonach jedem Betroffenen ausreichend Gelegenheit gegeben werden muss, sich zu einem Vorwurf zu äußern. Es handelt sich dabei um ein grundrechtsgleiches Recht.
Wird dem Angeklagten das letzte Wort versagt, stellt dies einen relativen Revisionsgrund im Sinne des § 337 StPO dar.

## Rekorde
In einem Prozess vor dem Landgericht Hamburg machte der Angeklagte Michael Jauernik an vier Prozesstagen von „neun Uhr morgens bis drei Uhr nachmittags“ Gebrauch von seinem Recht auf das letzte Wort, am fünften Tag wurde ihm das Wort abgeschnitten. Der BGH urteilte zu seiner Revision: „Nach zehn Tagen Beweisaufnahme konnte er fünf Tage lang Ausführungen zu seiner Verteidigung machen. Dass er durch die Vorsitzende dabei 31 Mal darauf hingewiesen wurde, dass seine Ausführungen Wiederholungen und Weitschweifigkeiten enthalten, und ihm schließlich eine Frist zur Beendigung seiner Ausführungen gesetzt wurde, lässt Rechtsfehler nicht erkennen.“
Von 9 Uhr morgens bis nach Mitternacht sprach ein Angeklagter 14 Stunden lang sein letztes Wort.